# Österrikes Grand Prix 2000
Österrikes Grand Prix 2000 var det tionde av 17 lopp ingående i formel 1-VM 2000.

## Resultat
1. Mika Häkkinen, McLaren-Mercedes, 10 poäng
2. David Coulthard, McLaren-Mercedes, 6
3. Rubens Barrichello, Ferrari, 4
4. Jacques Villeneuve, BAR-Honda, 3
5. Jenson Button, Williams-BMW, 2
6. Mika Salo, Sauber-Petronas, 1
7. Johnny Herbert, Jaguar-Cosworth
8. Marc Gené, Minardi-Fondmetal
9. Pedro Diniz, Sauber-Petronas
10. Alexander Wurz, Benetton-Playlife
11. Luciano Burti, Jaguar-Cosworth
12. Gaston Mazzacane, Minardi-Fondmetal

### Förare som bröt loppet
- Ricardo Zonta, BAR-Honda (varv 58,motor)
- Ralf Schumacher, Williams-BMW (52, bromsar)
- Nick Heidfeld, Prost-Peugeot (41, kollision)
- Jean Alesi, Prost-Peugeot (41, kollision)
- Pedro de la Rosa, Arrows-Supertec (32, växellåda)
- Jos Verstappen, Arrows-Supertec (14, motor)
- Heinz-Harald Frentzen, Jordan-Mugen Honda (4, oljeläcka)
- Michael Schumacher, Ferrari (0, kollision)
- Jarno Trulli, Jordan-Mugen Honda (0, kollision)
- Giancarlo Fisichella, Benetton-Playlife (0, kollision)